# Кик (Ловинаць)
44°25′ пн. ш. 15°38′ сх. д. / 44.42° пн. ш. 15.64° сх. д.
Кик (хорв. Kik) — населений пункт у Хорватії, у Лицько-Сенській жупанії у складі громади Ловинаць.

## Населення
Населення за даними перепису 2011 року становило 4 осіб.
Динаміка чисельності населення поселення:

## Клімат
Середня річна температура становить 9,12 °C, середня максимальна – 23,22 °C, а середня мінімальна – -6,97 °C. Середня річна кількість опадів – 1159 мм.
| Клімат поселення                              | Клімат поселення | Клімат поселення | Клімат поселення | Клімат поселення | Клімат поселення | Клімат поселення | Клімат поселення | Клімат поселення | Клімат поселення | Клімат поселення | Клімат поселення | Клімат поселення | Клімат поселення |
| Показник                                      | Січ.             | Лют.             | Бер.             | Квіт.            | Трав.            | Черв.            | Лип.             | Серп.            | Вер.             | Жовт.            | Лист.            | Груд.            |                  |
| Середній максимум, °C                         | 6,03             | 7,40             | 11,06            | 15,28            | 19,78            | 22,93            | 23,22            | 23,08            | 18,88            | 14,64            | 9,32             | 5,38             |                  |
| Середня температура, °C                       | −0,46            | 0,90             | 4,57             | 8,79             | 13,28            | 16,42            | 18,46            | 18,33            | 14,12            | 9,88             | 4,56             | 0,64             |                  |
| Середній мінімум, °C                          | −6,97            | −5,58            | −1,94            | 2,28             | 6,78             | 9,93             | 13,70            | 13,58            | 9,37             | 5,12             | −0,21            | −4,13            |                  |
| Норма опадів, мм                              | 87               | 87               | 89               | 95               | 85               | 81               | 55               | 72               | 115              | 128              | 147              | 118              |                  |
| Середньомісячна швидкість вітру, м/с          | 2.51             | 2.62             | 2.78             | 2.70             | 2.44             | 2.21             | 2.20             | 2.10             | 2.27             | 2.42             | 2.75             | 2.78             |                  |
| Середньомісячна сонячна радіація, кДж/м²·день | 4762             | 7399             | 10918            | 15521            | 19485            | 21688            | 23503            | 20212            | 14960            | 9559             | 5083             | 3933             |                  |
| --------------------------------------------- | ---------------- | ---------------- | ---------------- | ---------------- | ---------------- | ---------------- | ---------------- | ---------------- | ---------------- | ---------------- | ---------------- | ---------------- | ---------------- |
| Джерело:                                      |                  |                  |                  |                  |                  |                  |                  |                  |                  |                  |                  |                  |                  |